# 立邦塗料
立邦塗料控股有限公司（日语： Nippon Peinto Hōrudingusu Kabushiki-gaisha），有时亦简称“日涂控股”，是日本的塗料製造公司。是2022年世界營業額第三大塗料製造商。

## 歷史
由茂木重次郎於1881年以“光明社”之名創立於日本東京。
1898年更名為日本塗料製造。於1927年公司名稱更改為日本塗料。
1954年，日本塗料與Bee Chemical合資。
1990年，吴清亮将Nippon Paint中文名定为立邦。
2006年，成為立邦塗料的全資子公司。
2014年10月，立邦塗料重組為控股公司，公司採用現名。
2020年8月，新加坡油漆和塗料製造商吳德南集團 （Wuthelam Group）將其在Nippon Paint的股權從39%提高至58.7%，以換取其在新加坡合資企業的股權。